# Claspettomyia toelgi
Claspettomyia toelgi är en tvåvingeart som först beskrevs av Jean-Jacques Kieffer 1913.  Claspettomyia toelgi ingår i släktet Claspettomyia och familjen gallmyggor.
Artens utbredningsområde är Österrike. Inga underarter finns listade i Catalogue of Life.